# Taken by Force
Taken By Force er det femte studiealbum fra det tyske hård rockband Scorpions der blev udgivet i 1977. 

## Numre
1. "Steamrock Fever" (Schenker/Meine) – 3:37
2. "We'll Burn the Sky" (Schenker/Dannemann) – 6:26
3. "I've Got to Be Free" (Roth) – 4:00
4. "Riot of Your Time" (Schenker/Meine) – 4:09
5. "The Sails of Charon" (Roth) – 4:23
6. "Your Light" (Roth) – 4:31
7. "He's a Woman – She's a Man" (Schenker/Meine/Rarebell) – 3:15
8. "Born to Touch Your Feelings" (Schenker/Meine) – 7:40
9. "Suspender Love" [CD genudgivelse bonusnummer] (Schenker/Meine) – 3:20
10. "Polar Nights" [Live "Tokyo Tapes" version -CD bonusnummer] (Roth) – 6:56

## Musikere
- Klaus Meine – Vokal
- Rudolf Schenker – Guitar
- Ulrich Roth – Guitar
- Herman Rarebell – Trommer
- Francis Buchholz – Bas